# Вилньов (Италия)
Вижте пояснителната страница за други значения на Вилньов.
Вильно̀в (на италиански и на френски: Villeneuve, на местен диалект: Veullanoua, Веуланоуа, от 1926 до 1946 г. Villanova Baltea, Виланова Балтеа) е село и община в Северна Италия, автономен регион Вале д'Аоста. Разположено е на 760 m надморска височина. Населението на общината е 1267 души (към 2010 г.).